# 에어 기어
《에어 기어》(Air Gear)는 오오구레 이토(大暮維人) 원작의 만화로 이를 원작으로 한 TV 애니메이션 작품을 뜻한다. 《주간 소년 매거진》에서 2002년 49호부터 연재가 시작되었다. 단행본은 2010년 7월 현재 29 권까지 발간되어 총 1200만부를 돌파하였다.

## 개요
- 컴퓨터 제어로 4 kW 출력을 낼 수 있는 초소형 모터를 탑재한 가상의 인라인 스케이트 에어트랙(A·T)을 사용한 하이 스피드 스트리트 액션. (참고로 평균적인 오토바이가 3~5 kW 출력을 낼 수 있다.)
- 제30회 고단샤 만화상 소년 부문을 수상했다.

## 스토리
도시를 질주하는 미치광이들의 이야기. 그들은 도시를 더 빨리, 밤의 세계를 더 빨리 질주하기를 원했고 드디어 그들은 만들어냈다. 에어 트랙(Air Track). 하늘을 달리는 신발. 기존의 인라인 스케이트를 크게 개선하여 점프력과 속도를 향상시킨 이 에어트랙은 뭔가에 항상 굶주리고 갈망하는 이들을 매혹하기에 충분했다. 그로 인해 생겨난 그들만의 전장 파츠 워즈(Parts Wars). 어느샌가 라이더들 사이에 전설로 내려오는 '트로파이온의 탑'과 '글램 스케일'의 이야기. 마지막으로 8인의 왕이 모이면 '전설의 왕이 나타난다는 구전과 신비한 능력을 가진 파츠 '레갈리아'와 잠자는 숲, 그리고 창세신 '제네시스'. 어느샌가 시작되어 지금까지 이어지는 밤의 이야기에 주인공인 이츠키는 동료들과 함께 두려움과 호기심. 그리고 원대한 포부를 가지고 스톰 라이더가 되기로 결심한다. 주인공이 스톰 라이더가 되면서, 아니 그 이전부터 이어져온 이야기. 달만이 모든 것을 알고있는 트로파이온의 전장에서최후에 드러나게 되는 진실은 무엇인가?

## 등장 인물
잇키(미나미 이츠키)
키:167 몸무게:62 나이:16 혈액형:B
이 작품의 주인공 중학교 3학년(연재 시작 당시에는 2학년) '까마귀'라는 별명으로 불린다. 타고난 운동 감각의 소유자 안토니오 이노키의 광팬
현재 경기수준은 117 한때 사용했던 A・T는 SCE FOOT - WEAR FORTFIY 시리즈 중 하나 현재 폭풍의 옥새가 완성될 때까지 다른 A・T를 사용하고 있다.
카즈(미쿠라 카즈마)
키:165 몸무게:60 나이:16 혈액형:A
잇키의 소꿉친구 니트 모자가 트레이드 마크 성실한 성격이고 여자에게 인기가 있다. 매우 개성적인 다른 멤버에 비해 상식적인 인물이라 잇키 등에게 "(존재감이) 약하다"는 소리를 듣는다.
잇키의 영향 받아 A・T를 시작했다.
실력파 라이더에게 정신으로 굴복하는 경우가 많지만 잇키와의 대등한 성장을 고려해보면 그도 천재일지도 모른다. 현재 경기 수준은 89
오니기리
잇키의 소꿉친구. 이야기 초반부터 등장하고 있지만 본명은 밝혀지지 않았다.
붓챠 (미호토케 잇사)
와니지마 아키토/아기토/린도
키143 몸무게:42 나이:16
에미리 (아다라 에미리)
나카야마 야요이

## 관련 용어

### 왕(王)과 길(道)
AT 개발되고 스톰 라이더가 활성화되었을 초기. 파츠워우가 생겨나고 스톰 라이더가 사회의 쓰레기로 지탄받아 폭비화 신법에 의해 숙청될 무렵, 스스로를 왕으로 자처하는 라이더들이 나타났다. 그들은 모두 슬리핑 포레스트(Sleeping Forest, 잠자는 숲)라는 팀에 소속되어 있었으며 그 구성원은 8명으로 각자 다음과 같은 왕을 자처하고 있었다.
총장
타케우치 소라(바람의 왕, 윙 로드 Wing Road)

### 이하 구성원
키리쿠 (돌의 왕, 가이아 로드 Gaia Road)
파르코 (송곳니의 왕, 블러디 로드 Bloody Road)
블랙번 (번개의 왕, 라이징 로드 Rising Road)
스핏파이어 (불꽃의 왕, 플레임 로드 Flame Road)
돈트레스 (굉음의 왕, 오버 로드 Over Road)
마키가미 이네 (계약의 왕, 린 로드 Lin Road)
노야마노 리카 (들장미의 왕, 소니아 로드 Sonia Road)
실제로 그들은 레갈리아라고 불리는 특수한 파츠를 가지고 있었으며 무한의 하늘(Infinity Atmosphre)이라는 대기를 사용하는 기술을 가지고 구사할 수 있었다. 스토리 초반까지에는 왕이 8명으로 그 이상의 왕은 존재하지 않는 것처럼 보이나 작중 중반쯤 가서 '자신의 길을 달리고 표현할 수 있다면' 주위로부터 왕이라는 칭호를 받는 것으로 보아 전 세계적인 규모로 볼때는 왕이 수백 수천명이 존재하는 것도 불가능하지는 않아 보인다. 이쯤에서 왕의 진정한 의미를 재해석 해볼 수 있는데 그런 수 많은 왕들중에서도 각 길의 정점에 존재하는 자들, 그리고 팩토리로부터 '조율 서포트'를 받으면서 고유의 레갈리아를 가지고 있는 자들을 왕이라고 칭할 수 있겠다. 현재까지의 스토리 전개에 의하면 에어기어의 설정중 '레갈리아'에 관해선 북유럽 신화의 '룬 문자(aettir)'를 따온 것으로 추측되는데 룬 문자의 설정을 언급하는 부분과, 룬 문자의 개수와 관련하여 왕으로 불릴만한 자격을 갖추었던 1세대 그라비티 칠드런이 28명(최초로 등장한 8명 이외의 1세대는 소라(空)에 의해 사살되었다.)이라는 부분이 현지 연재작에서는 이미 등장했다. 흑막이라고 추정되는 통칭 '미나미 박사'가 시무카와의 대담에서 그라비티 칠드런은 고대 북유럽 신화의 룬 문자에 사상을 두고 있으며 그들의 존재 자체가 룬문자에 담긴 의미라고 언급을 했으며, 이후 '미나미 박사'가 제네시스 VS 슬리핑 포레스트 전이 진행되고 있을 때 1세대 그라비티 칠드런은 총 28명이라 말하는 장면이 나온다.

### 옥새
옥새, 레갈리아(Regalia).
사전적 의미로는 왕권의 상징으로 해석되지만 에어기어에서도 유사한 의미를 가진다. 왕의 자격중 하나이기도 한 레갈리아는 무한의 하늘(Infinity Atmosphre)이라는 트릭으로 가공할 만한 위력을 발휘하게 해준다. 여기에서 가공할 만한 위력이라는 것은 '전투력'이라고도 말할 수 있겠지만, 에어트랙(AIR TRACK: Active Industrial Revolution Technology Repair Earth Carbon Knock off), 즉 무난하게 해석하면 '지구의 탄소절감을 위한 산업기술혁명'이라고 할 수 있겠는데 작중에서도 언급하길 지구에서 사용하는 에너지 효율은 극히 낮아 원재료로부터 인간이 사용하는데 필요한 에너지로 전환되는데에 막대한 손실이 발생한다고 한다. 즉 사용하지 못하는 에너지를 회수하여 다시 쓸수 있다면 현재 지구에서 일어나는 대부분의 문제는 해결된다고 하며 지구 전체의 에너지 소모량이 1/10로 줄어든다고 언급된다. 이 기술을 코제네레이션이라고 하며 오리지널 레갈리아는 '핵심 코어'를 중심으로 주변의 메커니즘까지 포함하여 이 에어 트랙의 이념을 철저히 구현하고 있는데 즉 바꿔말하면 작중에는 레갈리아가 배틀에서의 공격수단으로 사용되지만 이게 산업이나 기술에 침투하게 될 경우 엄청난 에너지 효율을 가진 동력기관이나 에너지 회수장치로 변할 수도 있다고 추측할 수 있는 것이다. 즉 규모에 비해 레갈리아가 그렇게 엄청난 위력을 발휘하는 것은 주행중에 발생하는 어떠한 힘과 외부의 외력까지도 최대의 효율로 어떠한 현상을 발생시키기 때문이다라고도 생각할 수 있다. 현재까지 밝혀진 대표적인 8개의 길의 레갈리아의 능력과 그 메커니즘을 요약하면
바람의 레갈리아
바람의 레갈리아를 발동시키기 위한 조건. '바람의 면'을 붙잡는 능력이 필요하며 이것은 천부적인 감과 후천적인 완력의 단련으로 가능하게 된다. 조건만 맞다면 바람의 레갈리아는 보통 AT의 수십배의 효율로 바람을 붙잡게 되고 어떠한 조건으로 발생하는 밀도차로 인해 생겨나는 바람과 바람사이의 면, 그 면을 스치듯 지나갈수 있게 된다. 또한 사용자의 트릭전개와 주변환경에 의해 '바람을 붙잡기'에 가장 적합한 형태로 변형하며 그야말로 바람의 궁극이다. 소태풍(小太風)이나 회오리 바람까지도 만들어 낼 수 있다.
송곳니의 레갈리아
송곳니의 레갈리아를 발동시키기 위해서는, 좀 더 자세히 말하면 송곳니의 레갈리아를 사용하여 공기의 충격파를 만들어기 위해서는 Max-Zero-Max의 순환으로 이어지는 관성에너지의 생성을 위해 모든 주행에너지를 송곳니의 레갈리아에 쏟아붇는 능력이 필요한데 주행 중에 발생한 온 몸에 흩어진 관성에너지를 회전에너지로 바꾸어 증폭시키고 레갈리아까지 고스란히 전달하는 것은 오리지널 레갈리아가 코제네레이션을 충실히 구현하고 있다고 해도 과연 어려운 일이다. 작중의 설정만으로 볼때 '왕'이라 불리는 자들은 가히 인간의 기예를 초월한다고 해도 과언이 아닐 것이다.
번개의 레갈리아
주행에서 발생하는 에너지를 온 몸에 부착된 발전기를 사용해 전기로 변환하여 와이어를 통해 작은 범위나 먼 거리에 전달한다.사용자의 세밀한 컨트롤로 전기로 인해 발생하는 모든 현상을 구현할 수 있으며 현재까지 작중에 등장한 트릭으로는 자기장 코일효과로 금속제 무기 강탈, 펠티에 원리에 의한 냉각효과 (항공모함 전), 지구 자기장을 극도로 증폭시켜 나선호뢰효과에 의한 위상반전구현 등이 있다. 공기는 비전도체라 전기가 잘 통하지 않는데, 번개의 레갈리아는 마음만 먹으면 와이어가 없어도 공기중에 전기가 통하게 할 수 있다. 역시나 코제네레이션 메커니즘으로 번개의 힘을 사용가능하게 한 레갈리아.
들장미의 레갈리아
들장미의 정체는 소닉붐에 의해 발생하는 충격파. 발동시키기 위한 조건으로 고관절의 기점이 골반에 와야한다는 조건이 있으며 그렇기에 여성 라이더에 적합하다. 주행에너지를 유연한 신체를 통해 들장미의 레갈리아의 코어에 전달하여 공기를 찣는 이 기술은 한발한발의 위력은 떨어지지만 강대한 길로 알려진 바람의 길과 돌의 길의 무한의 하늘을 유일하게 돌파할 수 있는 능력을 가진 레갈리아로 알려져 있다. 타인의 몸에 상처를 새겨 길을 내는 '송곳니의 레갈리아'와 정반대의 성격으로 오랜기간 사용하면 사용자의 몸에 무리한 부담을 주게 된다.
굉음의 레갈리아
굉음의 레갈리아의 원리는 현재 일부 선진국에서 상용화는 아직이지만 이미 구현되었다고 한 스크램제트 엔진의 람 제트(Ram Jet) 효과. 기체가 초음속에 도달하여 발생하는 소닉붐과 기체의 모형에 따라 초기 연료의 소진만으로 이후에는 무동력 추진이 가능하게 하는 말 그대로 꿈의 기관. 그렇기에 기본적으로 발동하기에는 사용자가 초음속에 버금가는 외압을 레갈리아에 가해주어야 하는데 귀삼십간당 전에서 아이온 클락이 요시츠네의 굉장한 킥이 없다면 발동조차 불가능한 레갈리아라고 언급한다. 공기 자체를 무한의 하늘로 사용하는 '바람의 길'과 '송곳니'의 천적. 후에 요시츠네가 니케에 죽음을 당한 뒤 이츠키의 손으로 넘어오게되어 폭풍의 레갈리아를 만들기 위한 코어로 사용된다.
불꽃의 레갈리아
불꽃의 레갈리아는 그 레갈리아의 이름 자체가 흔히 연상되는 것과는 다른 의미를 지닌다. 보통 불꽃의 레갈리아라고 하면 지면을 태워버릴만한 스피드로 질주하여 마찰열로 불꽃을 일으킨다 라는 것이 정설이지만, 이 오리지널 레갈리아는 AT로 이루어진 가상세계 즉 '스카이 링크넷'의 메인서버와 아주 밀접한 관련을 가지고 있어서 궁극의 레갈리아 '하늘의 레갈리아'를 완성하는데 아주 중요한 레갈리아라고 알려져 있다. 이미 현지 연재작에서는 떡밥이 풀렸지만 알아보고 싶은 사람은 능력껏 알아볼 것.
돌의 레갈리아
이름 그 자체로도 단단한 이미지를 연상케 하는 돌의 레갈리아는 초반의 진동으로 묘사되는 '지면 파괴'와 '수정진동주파'의 능력보다는 훨씬 더 강대한 능력을 가지고 있다. 앞서 말했듯이 모든 레갈리아는 '대기'를 사용하고 있다고 말했는데 말 그대로 돌의 레갈리아는 대기를 '굳게할 수' 있다. 그야말로 진정한 의미로의 다른 무한의 하늘을 막을 수 있는 '공기로 된 벽'을 만들 수도 있고 바람의 레갈리아와는 다른 형태로 공중에 발을 디딜수 있다. 즉 레갈리아 주변의 공기를 굳게하여 사용자가 마치 허공을 걷는 것처럼 가능하게 할 수도 있다는 것이다. 또한 사용자의 감각이 레갈리아에 합당해 졌을 때 모든 라이더의 주문을 분류하여 그 라이더가 어디에 있는지 파악할 수 있게 해주는 '지상 레이더'의 기능도 가지고 있다. 초대 돌의 왕 키리쿠가 사용한 것으로 추측해 보건데 바람의 레갈리아에 버금가는 강력한 힘이 더 있을 것으로 생각되나 아직 떡밥이 다 풀리지 않은 상태로 보류.
계약의 레갈리아
계약의 레갈리아. 계약의 레갈리아를 사용하기 위해서는 타인의 시간에 흔들리는 않는 '절대적인 기준축'을 가지고 있어야만 하며 모든 정보를 소리로 파악하는 '초절대음감'이 필요하다. 초대 계약의 왕 마키가미 이네 이후 적임자인 '스메라기 쿠루루'에 계승되었으며 그 능력으로는 '계약의 왕' 자신의 감각을 증폭하여 다른 조율자에 전달. 최단 시간내에 조율을 마치거나 기계 장치에 도킹하여 정보에 관한 그 어떠한 작업을 할 수 있는 것으로 작중에는 묘사되고 있다. 하늘의 레갈리아를 완성하기 위한 중요한 부품 중 하나로 보여진다.
1. 외압: 서로 다른 오리지널 레갈리아에는 각자다른 발동조건이 있는데 이것을 작중에서는 '외압'이라 표현한다
2. 펠티에 효과: 서로 다른 종류의 금속을 연결하였을 때 전자의 이동으로 인해 발생하는 냉각효과

## 미디어

### 단행본
일본을 기준으로 2003년 5월 16일에 1권이 발간되어, 현재는 완결이 난 상태이다

## 타이완
타이완에서는 고단샤에서 정식 허가를 받아 『飛輪少年』이라는 제목으로 간행되고 있다.